# El Kazovsky
El Kazovsky (Leningrado, 13 de julio de 1948 – 21 de julio de 2008) fue un pintor, poeta y diseñador de moda húngaro de origen ruso considerado como uno de las pintores más destacados de Hungría de su generación. 

## Biografía
El Kazovsky nació con el nombre de Elena Kazovskaya en Leningrad, Unión Soviética hija de Irina Putolova, una historiadora de arte, y Yefim Kazovsky, un físico. Se trasladó a Hungría en 1965, a los 15 años, y se graduó en 1977 en pintura en la Universidad de Bellas Artes de Hungría. Algunos de los maestros de Kazovsky fueron György Kádár y Ignác Kokas.
El Kazovsky, aunque nació como una mujer biológica, se autodefinió como un hombre andrófilo.

## Arte
Su arte no se puede dividir en períodos; Todas sus expresivas pinturas revelan el mismo mundo mitológico que él creó. En muchos de sus cuadros aparecen varias figuras recurrentes, como el perro de nariz larga o la figura de la bailarina de ballet. Además de la pintura, su trabajo incluye escenografías, performances e instalaciones.

## Premios
- Premio Kossuth (2002)
- Premio Mihaly Munkacsy (1989)
- Beca Gyula Derkovits (1980)

## Exposiciones
Exposiciones en solitario
- El Kazovsky: Encore—Várfok Gallery, Budapest, 2016
- El Museo Estatal Ruso: Palacio de Mármol, San Petersburgo, 2005

Exposiciones en grupo
- Mis-en Abyme (Kép a képben)—Várfok Gallery, Budapest, 2008
- Museo de arte húngaro Danubiana—Meulensteen, Bratislava, 2007
- Re:embrandt—Contemporary Hungarian Artists Respond. Museum of Fine Arts - Budapest, Budapest, 2006
- Espacio Común—Ernst de Budapest, Budapest, 2006
- In Black and White—Graphic Art exhibition. Műcsarnok / Kunsthalle Budapest, 2001
- Serie de exposiciones milenarias en el Mucsarnok—Mucsarnok Kunsthalle, Budapest, 2000

Colecciones públicas
- Galería Nacional de Hungría (Magyar Nemzeti Galéria), Budapest
- Museo Ludwig - Museo de Arte Contemporáneo, Budapest
- Instituto de Arte Contemporàneo, Dunaújváros
- Museo Sztuki w Lodz, Lodz, Polonia[4]

## Libros, monográficos
- Forgacs, Eva: El Kazovszkij (monograph, 1996)
- Uhl, Gabriella: El Kazovszkij kegyetlen testszínháza (album, 2008)